# XiVO
XiVO Es una solución de telefonía IP y comunicaciones unificadas desarrollada por la empresa francesa Avencall. La solución se distribuye bajo la licencia GPLv3. Se basa principalmente en el software de código abierto Asterisk y basada en la distribución Debian Wheezy.
La interfaz gráfica de usuario (GUI) proporcionado para configurar, controlar y administrar el software IP PBX. XiVO incluye paquetes que ofrecen estas funciones: VoIP, PBX, Fax, Correo de Voz.

## Historia
XiVO fue creado por Sylvain Boily en el año 2005, fundador de la compañía Proformatique asociada con Avencall.

## Comunidad XiVO
Los miembros de la comunidad de XiVO llevan a cabo talleres y presentaciones en los encuentros mundiales del software libre 2009 y 2011 el sitio web, Tutorial, como crear su sistema telefónico con Raspberry Pi2, el blog, el wiki, el Foro para contribuir reportando Bugs, sugiriendo nuevas funcionalidades, documentación, traducciones, etc. Canal disponible en irc.freenode.net#xivo, en Twitter con @xivodevteam.

## Tutoriales
Descubra la documentación corriente en Inglés, tutoriales en esta página y vídeos (en francés y en Inglés), creado por la comunidad.

## Participación en eventos de Software Libre
- 2009, 2010, 2011 : Animaciones para 2009 Encuentros Mundiales del Software Libre, 2011 Encuentros Mundiales del Software Libre y citación en una presentación en el MIT 2011
- 2010, 2012, 2013 y 2014 : Participación en las soluciones Linux ;
- 2011 : FOSDEM;
- 2012 : Conferencias Asterisk AstriCon  ; Hackfest 2012
- 2012 : El congreso de Adullact
- 2012 : Linux Tag
- 2013 : RRLL, Reunión Regional de Software Libre
- 2014 : Hackfest (enlace roto disponible en Internet Archive; véase el historial, la primera versión y la última).; OHS Open Hardware Summit ; Astricon  (enlace roto disponible en Internet Archive; véase el historial, la primera versión y la última).
- 2015 : Barcamp sobre VoIP open source y Mumble y POSS, Paris Open Source Summit

## Premios
- 2010: Open Hardware Innovación Trofeo
- 2011: Comunicaciones Unificadas Trofeo
- 2015: Enero de 2015 Distribución Trofeo; Pepites Trofeo; y este , noticias en el especial - julio agosto Linux revista Práctica (enlace roto disponible en Internet Archive; véase el historial, la primera versión y la última)..